# Нелсън (окръг, Северна Дакота)
Вижте пояснителната страница за други значения на Нелсън.
Окръг Нелсън (на английски: Nelson County) е окръг в щата Северна Дакота, Съединени американски щати. Площта му е 2613 km², а населението - 2937 души (2017). Административен център е град Лакота.